# Portlandský cement

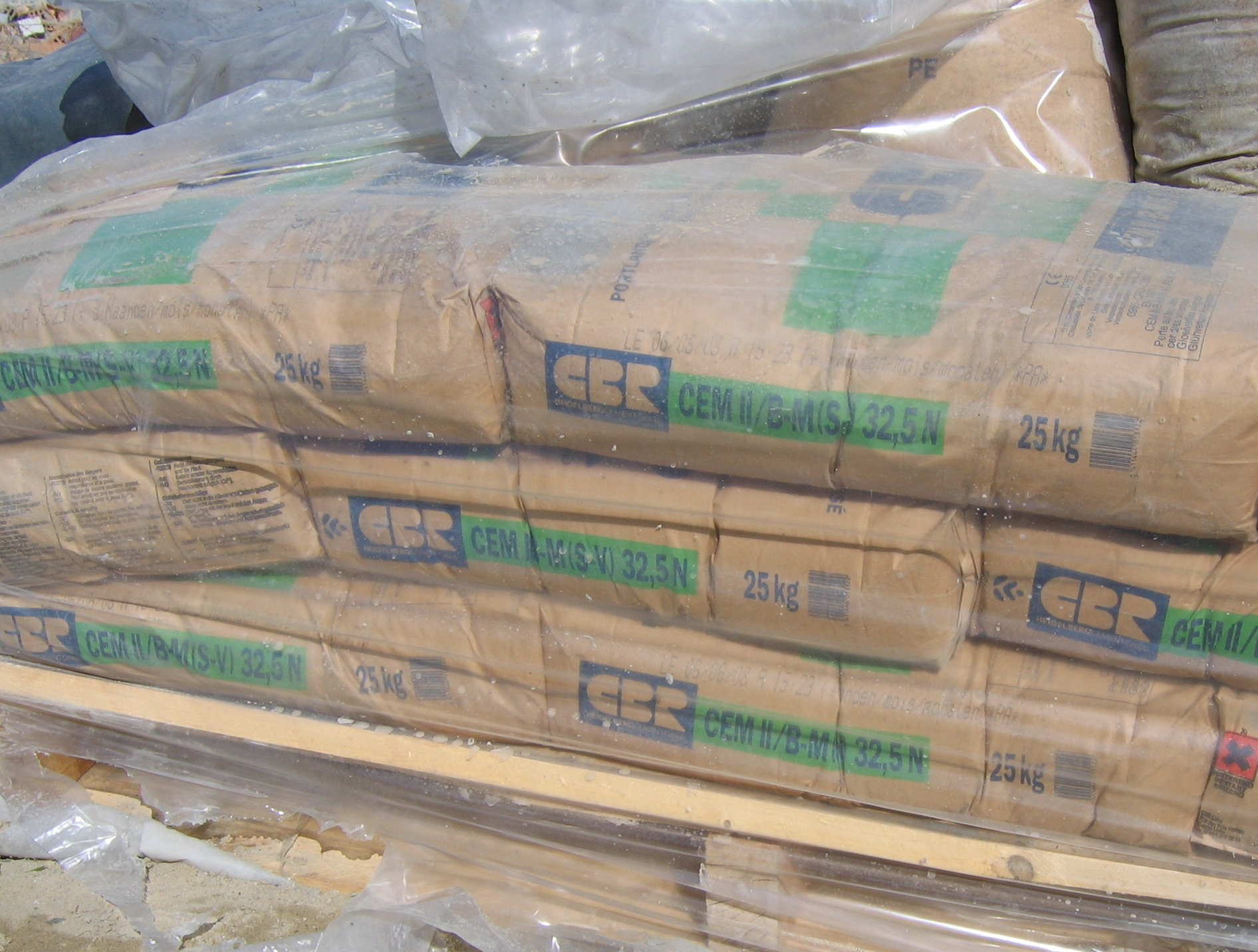
Portlandský cement

Portlandský cement je nejvíce používaným druhem cementu při výrobě betonu a malty. Obsahuje směs oxidů kovů alkalických zemin vápníku, dále pak oxidy křemíku a hliníku. Portlandský cement a podobné materiály jsou vyráběny pálením vápence (jako zdroje vápníku) s jílem nebo s pískem (zdroj křemíku), čímž vzniká slinek, ke kterému se v procesu mletí přidá sádrovec, jako regulátor tuhnutí. Výsledný prášek po smísení s vodou začne hydratovat a tím tuhne.
Portlandský cement byl poprvé vyroben ve Velké Británii na počátku 19. století a jeho název je odvozen od podobnosti s portlandským kamenem (stavební kámen), který se těží v Dorsetu na ostrově Isle of Portland, který leží v kanálu La Manche. Patent na tento cement získal britský zedník Joseph Aspdin v roce 1824.

## Výroba
1. sušení (200 °C surovina se zbaví přebytečné vody)
2. předehřívání (odpoutání chem. vázané vody)
3. dekarbonatace, rozklad CaCO3 při teplotách 900–1200 °C)
4. exotermická, 1300 °C, vznik Alitu
5. slinutí, 1450 °C
6. chladnutí, 1100 °C, krystalizace

Výroba portlandského cementu je rozdělena do tří hlavních etap:
1. Příprava surovinové směsi
2. Příprava spečeniny (slínku)
3. Příprava cementu

Suroviny pro výrobu portlandského cementu jsou směsí CaO, SiO2, Al2O3, Fe2O3 a MgO (ve formě jemného prášku „suchý proces“ nebo ve formě blátíčka „mokrý proces“). Suroviny se většinou těží přímo z místních kamenolomů, které mnohdy mají nejvhodnější složení všech oxidů, někde je třeba přidávat jíl a vápenec nebo i železné rudy, bauxit a recyklovatelné materiály.
Surová směs se pálí ve velké rotační peci, což je pomalu se otáčející lehce skloněný válec, dlouhý zhruba 100 m. V něm teplota vzrůstá s jeho délkou až na přibližně 1480 °C. Teplota je regulovaná a směs se tak spéká do hrudek. Nízká teplota způsobuje vytváření velkých spečených kusů a naopak vysoká teplota vytváří kusy taveniny nebo tekutého skla. V části pece s nízkou teplotou se CaCO3 (vápenec) rozkládá na CaO (pálené vápno) a CO2 (oxid uhličitý). V části pece s vysokou teplotou spolu reagují oxidy vápníku a křemíku a vytvářejí dikalcium a trikalcium silikáty (C2S – belit, C3S – alit). Vytváří se i menší množství trikalcium hlinitanu (C3A – celit) a tetrakalcium aluminoferit (C4AF). Výsledný materiál je spečenina, která může být před dalším zpracováním skladována několik let. Dlouhodobé vystavení vodním účinkům však snižuje reaktivitu vyrobeného cementu.
Potřebná energie k výrobě polotovaru je přibližně 1700 J/g. Výsledná spotřeba energie však může vzrůst vinou tepelných ztrát. Vysoká spotřeba tepelné energie a rozklad vápenců jsou příčinou produkce značného množství CO2.
K dosažení požadovaných kvalitativních vlastností vyráběného produktu se do polotovaru přidává 2–6% sádry a směs je velmi jemně rozemleta v kulových mlýnech. Prášek je tak připraven k použití a bude reagovat s přidanou vodou.
| Struska                        | Hmotnostní podíl % | Cement                   | Hmotnostní podíl % |
| Trikalcium silikát C3S         | 45–65%             | C – Oxid vápenatý, CaO   | 62–67%             |
| Dikalcium silikát C2S          | 15–30%             | S – Oxid křemičitý, SiO2 | 20–25%             |
| Trikalcium aluminát C3A        | 1–8%               | A – Oxid hlinitý, Al2O3  | 3–7%               |
| Tetrakalcium aluminoferit C4AF | 8–15%              | F – Oxid železitý, Fe2O3 | 2–5%               |
| Sádra                          | 1–3%               | Sulfát                   | 1–2%               |

## Použití
Největší použití portlandského cementu je při výrobě betonu. Beton je složkový (kompozitový) materiál obsahující směs štěrkopísku, cementu a vody. Jako stavební materiál může být litý do jakéhokoliv tvaru a po vytvrdnutí se stává konstrukčním nosným prvkem.
Jakmile se portlandský cement smísí s vodou, začne během hodin tuhnout a vytvrdne do několika týdnů. Počáteční tuhnutí je způsobené reakcí mezi vodou, sádrou a trikalcium aluminátem (C3A) vznikající krystalické hydráty kalcium-alumino-hydrát (C-A-H), ettringit (AFt – aluminát ferrit trisulfát) a monosulfát (AFm – aluminát ferrit monosulfát). Pozdější vytvrzování a vznik kohézních sil je způsoben reakcí vody s trikalcium silikátem (C3S) za vzniku amorfního hydrátu nazývaného kalcium-silikátový-hydrát (C-S-H gel). hydratovat dikalcium silikátu (C2S) probíhá podstatně pomaleji než výše uvedené a postupně zvyšuje stálou pevnost. Jako poslední probíhá reakce pravděpodobně s SiO2. Všechny tři zmíněné reakce uvolňují teplo.
Plastický cement je druh Portlandského cementu s přídavkem plastifikačního materiálu (vápenec nebo hydraulické vápno) stejně jako ostatní materiály prodlužují dobu tuhnutí a usnadňují zpracovatelnost (viz superplastifikátor). Plastický cement je používán zejména na zdi k vytvoření externí omítky, zatímco Portlandský cement (primární použití do betonu) by měl špatnou konzistenci. V tomto smyslu neznamená termín „plastický“ přídavek organických polymerů. Označuje se tak přídavek materiálů, které prodlužují zpracovatelnost směsi.

## Obchod s cementem
V roce 2002 byla světová produkce hydraulického cementu 1800 milionů tun. Třemi největšími výrobci byly Čína (704 mil. t), Indie (100 mil. t) a Spojené státy (91 mil. t), což tvoří téměř polovinu celosvětové produkce.
„Za posledních 18 let Čína vyrobila průběžně více cementu jak kterákoliv jiná země na světě. Čínský export dosáhl vrcholu v roce 1994 s 11 miliony tun vyvezeného cementu a od té doby stále klesá. V roce 2002 Čína vyvezla pouze 5,18 milionů tun. Nabídnutá cena $34 za tunu dělá z čínského cementu drahý stavební materiál, protože Thajsko má poptávku na cement za $20 za tunu stejně kvalitního cementu.“ 7. 1. 2004 Archivováno 8. 1. 2004 na Wayback Machine.
„Poptávka po cementu v Číně předpokládá zvýšení na 5,4 % ročně a v roce 2008 překročí miliardu tun, což způsobuje zpomalující, ale přesto rostoucí výdaje na stavebnictví. Množství cementu spotřebovaného v Číně bude tvořit 44 % celosvětové poptávky a Čína nadále zůstane největším světovým národním spotřebitelem cementu s velkým náskokem.“

## Typy portlandského cementu

### Základní
Existuje mnoho rozdílných norem pro klasifikaci portlandského cementu. Dvě hlavní normy jsou americká ASTM C150 a evropská EN-197. Typy cementu I, II, III, IV, V a VI podle evropské normy EN-197 neodpovídají typům cementů podle americké normy ASTM C150 a ani nemohou být nahrazeny bez speciálního povolení projektanta.

### ASTCM C150
V normě ASTM je stanoveno pět typů Portlandského cementu s kombinací prvních tří. ASTM normy (American Society for Testing and Materials v překladu americká společnost pro zkoušení a materiály) jsou základem pro popis všech materiálů a jejich vlastností a jejich správné použití. Navíc se do cementu často přidává pucolán ke zlepšení jeho vlastností a snížení ceny.
Type I portlandský cement je známý jako běžný cement. Je to předpokládaný běžný cement, pokud není určen jiný typ. Běžně je používán pro základní konstrukce, zvláště pro litý a předpjatý beton, který nebude v kontaktu se zemí a spodní vodou. Běžné složení tohoto typu je:
55%(C3S), 19%(C2S), 10%(C3A), 7%(C4AF), 2,8% MgO, 2,9%(SO3), 1,0% tepelné ztráty a 1,0% volný CaO
Omezení směsi je, že (C3A) nesmí překročit 15 %.
Type II je známý svou mírnou odolností vůči síranům s malým až nulovým teplem uvolněným při hydrataci. Tento typ cementu stojí téměř stejně jako typ I. Složení je:
51%(C3S), 24%(C2S), 6%(C3A), 11%(C4AF), 2,9% MgO, 2,5%(SO3), 0,8% tepelné ztráty a 1,0% volný CaO.
Omezujícím faktorem je obsah (C3A), který nesmí přesáhnout 9 %, což snižuje náchylnost k sulfataci. Tento typ cementu je určen pro základní konstrukce, které jsou vystaveny mírnému působení sulfátů. To je myšleno pro použití betonu, který je ve styku se zeminou, která obsahuje větší množství solí a vody. Dalším omezením je množství (C3S) + (C3A), které nesmí překročit 58 %. Oba omezující faktory jsou stanoveny k minimalizaci praskání způsobeného teplotními rozdíly. Na světovém trhu se zvyšuje prodej cementu typu I/II, který je směsí cementu jednotlivých typů.
Type III je znám svou brzkou pevností. Jeho typické složení je:
57% (C3S), 19%(C2S), 10%(C3A), 7%(C4AF), 3,0% MgO, 3,1%(SO3), 0,9% tepelné ztráty a 1,3% volný CaO.
Tento cement se vyrábí ze strusky, velké kusy cementu s velkým podílem (C3A) a (C3S). O trochu je také zvýšeno množství sádry. Použitím tohoto cementu se vytváří beton, který má pevnost v tlaku po třech dnech tak velkou, jako standardní beton typu I nebo II po sedmi dnech tvrdnutí. Sedmidenní pevnost v tlaku je taková, jakou má standardní beton s cementem typu I nebo II po 28 dnech. Nevýhodou je, že pevnost se po 6 měsících vyrovná pevnosti betonu s cementem typu I a II. Dále se také trochu sníží dlouhotrvající pevnost. Vysoká počáteční pevnost je způsobená přidáním trikalcium silikátu (C3S) do směsi. Toto zvýšené množství (C3S) přináší nebezpečí vzniku volného vápna v cementu a velké změny objemu po vytvrzení. Typ III může být též použit v betonu, který přichází do kontaktu se zemí a spodní vodou. Často je používán pro nouzové konstrukce a opravy a konstrukce základů strojů.
Type IV je všeobecně známý pro jeho malé zahřívání při hydrataci. Typické složení je:
28%(C3S), 49%(C2S), 4%(C3A), 12%(C4AF), 1,8% MgO, 1,9%(SO3), 0,9% tepelné ztráty a 0,8% volný CaO.
Množství (C2S) a (C4AF) jsou relativně vysoká a (C3S) a (C3A) jsou relativně nízká. To způsobuje nízkou teplotu při hydrataci a zpomaluje ji. Stejně tak se pomalu vyvíjí pevnost betonu. Po jednom nebo dvou letech je větší než u ostatních typů po plném vytvrzení. Tento cement je používán pro velmi velké betonové konstrukce jako jsou např. přehrady, které mají velký poměr povrchu k objemu. Obvykle není na trhu dostupný a v případě potřeby se musí speciálně vyrobit na objednávku ve velkých množstvích. Omezujícím faktorem je množství (C3A) 7 % a (C3S) 35 %. Jiná nevýhoda tohoto typu je jeho vysoká cena. V dnešních návrzích směsí je obsažen pucolán a příměsi snižující spotřebu vody z důvodu snížení obsahu cementu, což dovoluje nahradit cement typu IV cementem typu II při stavbách přehrad. To pomáhá snížit náklady na jejich stavbu.
Pozn.: Typ IV se průmyslově nepoužívá.
Type V
Je znám svou odolností proti sulfátům. Typické složení je:
38% (C3S), 43% (C2S), 4% (C3A), 9% (C4AF), 1,9% MgO, 1,8% (SO3), 0,9% ztráty žíháním a 0,8% volný CaO.
Tento cement má velmi nízký obsah (C3A), což má za následek jeho velkou odolnost proti sulfátům. Maximální množství (C3A) je 5 %. Tento typ je používán v betonu, který je vystaven vlivu alkalických zemin a síranům (sulfátům). Běžně není myšleno použití u mořské vody, ale může být takto použit, pokud je obsah (C3A) nad 2 %. Často vyžaduje výhodnou objednávku a běžně je dostupný na západě Spojených států a Kanady. Dalším omezením je obsah (C4AF) + 2(C3A), který nesmí překročit 20 %. Tento typ cementu je stěžejní pro konstrukci kanálových propustí, kanálových vedení a výpustí, protože jsou ve stálém kontaktu se zemí, která obsahuje sulfáty. To je požadováno, protože sulfáty způsobují vážné zhoršení a deformace u ostatních typů cementu. Typ V se v denní konstrukci používá jen velmi zřídka, ale běžně se používá v krutých podmínkách prostředí přístavů.

### EN 197
Norma EN 197–1 cementy dělí podle složení do 5 skupin, které se liší od ASTM:
| Druh cementu | Označení                  | Popis                                                                                    | Vlastnosti                                                                             |
| ------------ | ------------------------- | ---------------------------------------------------------------------------------------- | -------------------------------------------------------------------------------------- |
| I            | Portlandský cement        | Obsahuje portlandský cement a nejvýše 5 % dalších příměsí                                | Rychlý nárůst pevnosti, vysoké hydratační teplo                                        |
| II           | Portlandský směsný cement | Portlandský cement a nejvýše 35 % dalších jednoduchých příměsí                           | Vlastnosti závisí na příměsi                                                           |
| III          | Vysokopecní cement        | Portlandský cement a větší množství vysokopecní strusky                                  | Pomalý nárůst pevnosti, nízké hydratační teplo, vysoká odolnost v agresivním prostředí |
| IV           | Pucolánový cement         | Obsahuje portlandský cement a větší množství pucolánu                                    | Pomalý nárůst pevnosti, odolnost v mokrém prostředí, odolnost vůči mořské vodě         |
| V            | Směsný cement             | Obsahuje portlandský cement a větší množství vysokopecní strusky a pucolánu nebo popílku | Nízká pevnost, hodí se nenáročné a podkladové konstrukce                               |

Cementy se dále rozdělují do pevnostních tříd 32,5; 42,5 a 52,5 – dříve používaná třída 22,5 je zrušena. Třída udává pevnost zkušebního trámečku v MPa po 28 dnech – zkouška je definována podle EN 196–1. Dále se uvádí písmenné označení – N pro normální náběh pevnosti, R pro rychlý nárůst.